# Humilichthys
Genre
Espèce
Humilichthys est un genre éteint de poissons osseux qui vivaient lors du Cénomanien (entre -100,5 Ma et -93,9 Ma). Une seule espèce a été décrite, Humilichthys orientalis, découverte au Liban.

## Description
L'holotype de Humilichthys orientalis mesure environ 44 mm.

## Classification
Le nom valide complet (avec auteur) de ce taxon est Humilichthys Gaudant, 1978,.

## Étymologie
Dans sa publication de 1978, Mireille Gaudant donne comme étymologie pour Humilichthys, « poisson de petite taille », du latin humilis, « humble ».
L'épithète spécifique, du latin orientalis, « de l'Orient », a été donné en référence à la localité type.

## Publication originale
- Mireille Gaudant, « Recherches sur l'anatomie et la systématique des Cténothrissiformes et des Pattersonichthyiformes (poissons téleostéens) du Cénomanien du Liban », Mémoires du Muséum national d'histoire Naturelle. Série C, Sciences de la terre, Paris, Éditions du Muséum, vol. 41, no 1,‎ 1978, p. 1-124 (ISSN 0078-9763, lire en ligne).